# Rullgardinsmeny

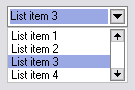
Exempel på rullgardinsmeny

En rullgardinsmeny (engelska: drop-down menu) är en nedfällningsbar lista med val eller kommandon. Den är en del av användargränssnittet i ett operativsystem och fungerar som en rullgardin. Detta är ett vanligt sätt att presentera olika valmöjligheter i ett modernt, grafiskt operativsystem.

## Användning
Rullgardinsmenyn har en rubrik. Klickar man på menyn, fälls en ruta med olika underrubriker ut som man sedan kan klicka på. Till exempel kan en rubrik i ett ordbehandlingsprogram heta "Stilar" och under den hittar man "Fet", "Kursiv", "Lutande", "Överstruken", "Understruken", och så vidare.
Menyn i ett program utgår oftast från programfönstrets översta del – programlisten. Rullgardinsmenyer är också vanliga för att presentera alternativ på en webbsida och kan då placeras var som helst inuti webbläsarfönstret.
I vissa datorsystem måste man klicka för att rulla ner menyn, i andra måste man klicka och hålla nere musknappen, och i andra system behöver man bara hålla musen över menyn för att veckla ut den.

## Kontextmeny
Kontextmenyn som nås vid högerklick/sekundärklick med datormusen kan se ut som en rullgardinsmeny. Den är dock helt osynlig tills tangent/mus-kommandot utförs.